# Satanismo Calibro 9
Satanismo Calibro 9 ist eine 2005 gegründete Band deren Musik dem Post-Industrial-Substilen Death Industrial und Dark Ambient zugerechnet wird.

## Geschichte
Der Mailänder Musiker Francesco „Doktor Pery“ Perizzolo gründete Satanismo Calibro 9 im Winter des Jahres 2005. Das anfängliche Solo-Musikprojekt entwickelte sich über mehrere Jahre zu einer vollwertigen Band um Perizzolo als zentrale Figur.
Das Projekt debütierte 2007 mit dem Album Satana Mi Ingravida (Satan Makes Me Pregnant) über Industrial Heritage, einem Sub-Label von Open Wound. In den folgenden Jahren kooperierte Satanismo Calibro 9 mit diversen Unternehmen des Post-Industrial-Spektrums. Die meisten Veröffentlichungen erschienen allerdings über Old Europa Café. Nachdem das Label einige Exemplare des Debüts in den Vertrieb aufgenommen hatte, hielt Perizzolo Kontakt zum Unternehmen und bot ihm etwas Material als Albumveröffentlichung an. Seither besteht eine enge Kooperation zwischen Band und Label.

## Konzept
Ursprünglich agierte Perizzolo mit einem ironischen und dekonstruktiven Ansatz. Über die Dauer der Aktivität mit Satanismo Calibro 9 entstand jedoch eine Vermengung aus Ernsthaftigkeit und tiefem Interesse an esoterischen, magischen und okkulten Konzepten, die das Werk des Projektes seither prägten. Allerdings verdeutlichte Perizzolo, dass Satanismo Calibro 9 diese Konzepte aus einer postmodernen Perspektive und nicht aus einer überzeugten Anhängerschaft angehe. Im Zuge dieser Entwicklung entstand ein System aus Verweisen und Methoden, die sich nach Perizzolo aus verschiedenen nicht konkret benannten Strömungen beruft. Doch „das Hauptthema ist ein anderes - und man muss das Ende [der] Diskografie abwarten, um einen vollständigen Rahmen zu haben.“

## Stil
Die Musik von Satanismo Calibro 9 wird dem Death Industrial zugeordnet. Als Vergleich wird auf Atrax Morgue, Mauthausen Orchestra, Coil und Current 93 verwiesen. In einer Mischung aus einfachen rituellen Klangflächen und harschen Eruptionen ergeht sich die Musik zwischen Dark Ambient, Power Electronics im Death Industrial. Der Musik wird eine rituelle Rolle und sakrale Obskurität zugeschrieben. Dabei erscheine die Stilzuordnung sinnlos, da die Vermengung der einzelnen Stilelemente für Satanismo Calibro 9 zu etwas führe, das „auf einer ganz anderen Ebene spielt“.

„Theirs is a particular ritual sound: hypnotic electronic sequences, infernal chants and invocations, a dismal atmosphere and satanic samples combine to create a powerful trip to the darkest corners of the soul.“

„Es ist ein besonderer ritueller Sound: hypnotische elektronische Sequenzen, infernalische Gesänge und Beschwörungen, eine düstere Atmosphäre und satanische Samples verbinden sich zu einer kraftvollen Reise in die dunkelsten Ecken der Seele.“

## Diskografie (Auswahl)
- 2007: Satana Mi Ingravida (Satan Makes Me Pregnant) (Album, Industrial Heritage)
- 2008: The Decline (Album, Alarming Echo Beats)
- 2009: Supernova (Album, Old Europa Cafe)
- 2011: Orgasmurder (Album, Old Europa Cafe)
- 2012: Isis Rising (Album, Old Europa Cafe)
- 2013: V.I.T.R.I.O.L. - The Lost Meditation Reels (Album, Tempio 328)
- 2013: Adamant Orgon Ritual (Kollaborations-Album mit Uncodified, Old Europa Cafe)
- 2013: Typhon Rising (Album, Rage in Eden)
- 2014: Hel (Album, Show Me Your Wounds Production)
- 2016: Kymah Rising (Album, Old Europa Cafe)
- 2017: Dark Ork (Split-Album mit Djinn, Selbstverlag)
- 2018: Ov Death (Album, Old Europa Cafe/SoundScape 713)
- 2019: Satanismo Calibro 9 (Album, SoundScape 713)
- 2019: In G/IAO (Live At Namba Bears 6.9.2017) / Walking On Bones (Split-Album mit Moenos, Advaita Records)
- 2020: Unreleased Double Tape (Kompilation, SoundScape 713)
- 2020: Turning The Tide - 15 Years Of Infernal Industrial (Album, SoundScape 713)